# Phébus (réacteur)
Pour les articles homonymes, voir Phébus.

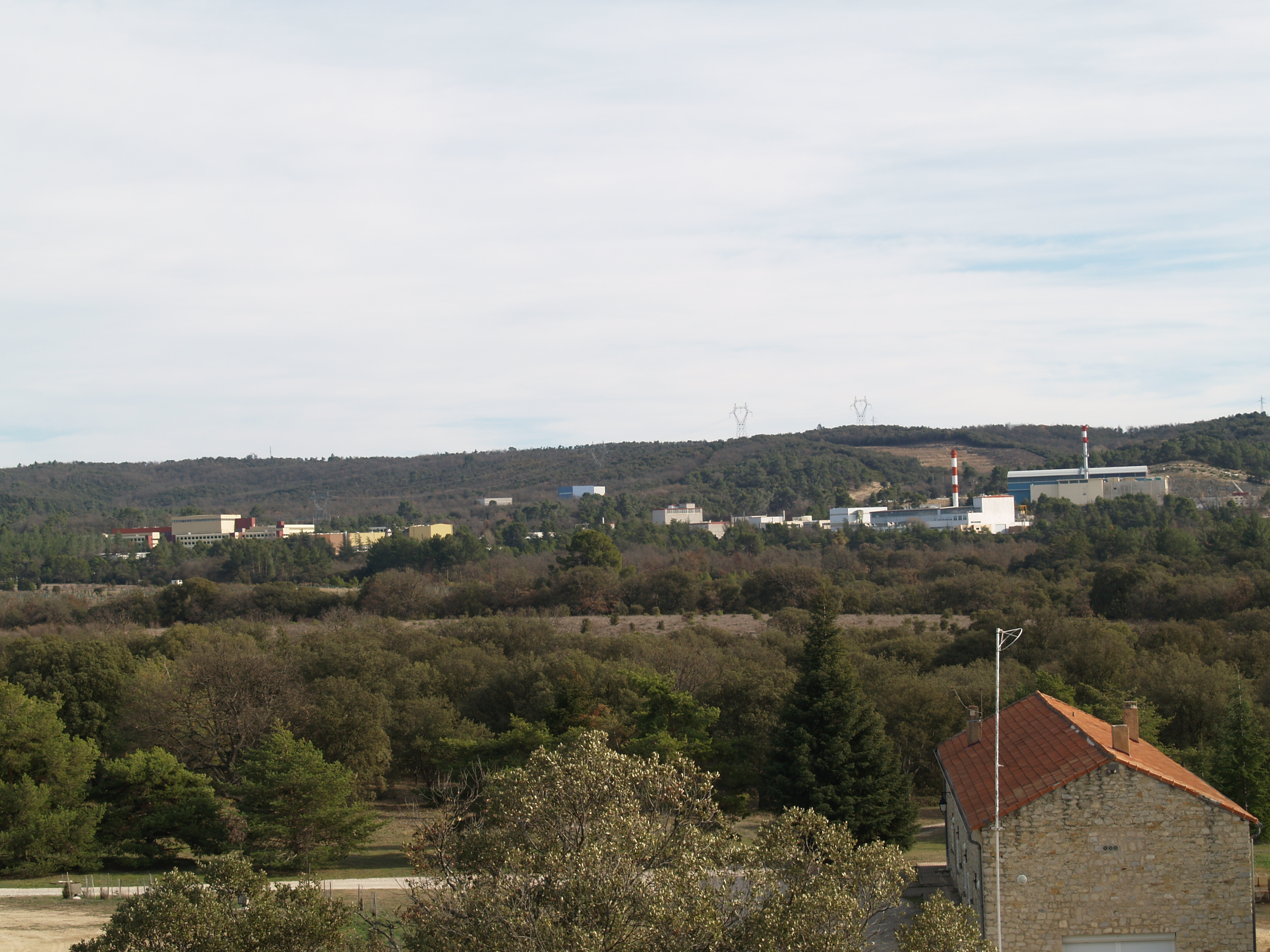
Le CEA vu du château de Cadarache (mars 2008)

Situé sur le site du centre d'étude de Cadarache, Phébus était un réacteur nucléaire expérimental exploité par le Commissariat à l'énergie atomique (CEA). Il est l'installation nucléaire de base n° 92. Mis en service en 1978, ce réacteur était destiné à l'étude des accidents pouvant affecter les réacteurs à eau pressurisée (REP). Ce dispositif a été arrêté en 2010 au profit d'un autre programme international dit « Stem » à partir de 2011. L'installation doit être prochainement démantelée.

## Description
Ce réacteur de type « piscine », d’une puissance de 40 mégawatts, est équipé d’une tour de refroidissement lui permettant de fonctionner à puissance élevée pendant plusieurs jours. Il est utilisé pour fournir le flux de neutrons qui sert à chauffer et produire les produits radioactifs dont on étudie le comportement dans le combustible d’essai, disposé au centre du cœur dans une cellule expérimentale étanche.
Dans l'optique du programme Produits de fission (PF), l'installation a été renforcée à la fin des années 1980 afin d'améliorer sa résistance aux séismes. 

## Programme d'expérimentation «Phébus PF»
Ce programme, aujourd'hui terminé, a fait partie d'un ensemble de programmes internationaux de recherche en sûreté nucléaire faisant suite à la fusion du cœur du réacteur de Three Miles Island (1979) (puis de l'accident de Tchernobyl).
Il a été lancé en 1988 par l'IPSN, dans le cadre d'un partenariat avec EDF et la Commission européenne. Plusieurs États y ont été associés comme partenaires (Ce sont les États-Unis, le Canada, le Japon, la Corée du Sud et la Suisse). 
Ce programme a duré 22 ans (de 1988 à 2010), et certains travaux seront exploités les années suivantes (ex : le séminaire de clôture de juin 2012 a été l'occasion de présenter le rapport du dernier test qui datait de décembre 2010). C'est l'IRSN qui y a remplacé l'IPSN. L'IRN est aussi également pilote du réseau européen Sarnet .
Il a porté sur les produits de fission émis lors d'un accident de fusion de cœur de réacteur (à eau légère). Les produits de fission sont les éléments créés au sein du combustible nucléaire par les réactions de fission. Certains de ces produits radioactifs (isotopes de l'iode, du césium) sont gazeux et source d'aérocontamination en cas de rupture des barrières de confinement, comme lors de la catastrophe de Tchernobyl. 
Il a servi à caler et préciser différents modèles mathématiques de simulation d'une fusion de cœur, afin de mieux évaluer les conséquences et l'efficacité de dispositifs de réaction technique et de gestion de crise, pour notamment mieux pour protéger les populations et l’environnement en situation accidentelle.
Il était composé de cinq expérimentations, toutes destinées à préciser la phénoménologie accidentelle des réacteurs à eau pressurisée et le comportement des produits de fission en cas de fusion du cœur. Il visait particulièrement à déterminer le transport des PF dans les différents circuits du réacteur et l'enceinte de confinement et à « réduire l’incertitude relative à l’évaluation des rejets radioactifs » en cas de survenue d'une fusion de cœur de réacteur à eau légère, en améliorant l'expertise et la gestion de crise. 
L’objectif principal était de réduire l’incertitude relative à l’évaluation des rejets de produits radioactifs en cas d’accident de fusion de cœur d’un réacteur à eau sous pression pour produire une base de données expérimentale capable d'alimenter des simulation numérique sur la base d'expériences « globales » (de la fusion d'un assemblage combustible à la fuite de radionucléides et matériaux de structure fondus ou vaporisés) conduites dans des conditions assez proches de la réalité pour crédibiliser les simulations. 

### Dispositif expérimental
Implanté dans le réacteur même, il permettait, dans une certaine mesure (échelle 1/5000e), de simuler un réacteur à eau pressurisée où l'on pouvait expérimentalement reproduire des phénomènes proches de ceux qui ont lieu lors d'une fusion de cœur, ainsi que le transfert de produits de fission, du combustible à l’enceinte de confinement afin d'étudier leur cinétique dans ce volume.
Les cinq dispositifs expérimentaux ont été installés dans une cavité cylindrique étanche au centre du réacteur, où les opérateurs pouvaient introduire le dispositif d’essai (une grappe de faux combustible composée de 18 crayons de irradiés et de deux crayons vierges contenant l'instrumentation, avec au centre un crayon simulant les éléments d’une barre de commande de réacteur), se rapprochant pour plusieurs caractéristiques d'une vraie grappe.
Chacun des 5 dispositifs représentaient grossièrement les trois parties principales d'un réacteur : 1) "pile" où l'on enfilait le dispositif d’essai, 2) simulation de circuit primaire, jusqu’à la brèche, 3) réservoir simulant l’enceinte de confinement.
Un faux lien avec le générateur de vapeur était simulé par un tube en U inversé alors que l'enceinte de confinement était simulée par un réservoir d'eau de 10 m3 (équivalent du "puisard"), un volume gazeux et des surfaces peintes condensantes.  
Outre des capteurs de pression, d'hydrogène et température (de la paroi, du gaz et de l’eau du puisard), des outils de mesures par spectrométrie gamma, un opacimètre (pour mesurer le taux d'aérosols dans l'enceinte), des coupons permettant de recueilli puis analyser les aérosols s'y déposant, et des filtres sélectifs (Maypacks) permettaient aux chercheurs de faire leurs mesures. 

### Expériences
Il y a eu cinq grandes expériences, chacune conduite sous l'égide du CEA en deux phases :
1. une phase dite de « dégradation » (quelques heures, durant lesquelles le cœur Phébus servait à faire fondre (2300 à 2 500 °C) et « délocaliser » le contenu d'un faux cœur expérimental, avec relâchement de produits de fission afin de suivre leur cinétique dans le circuit et dans l'enceinte de confinement. Puis le réacteur Phébus était arrêté[2] ;
2. une phase dite de  « enceinte » (quelques jours) durant laquelle les expérimentateurs mesuraient « les grandeurs d’intérêt pour la compréhension des phénomènes de transport, de dépôts des matériaux ainsi que de la chimie de l’iode dans le circuit et dans l’enceinte de confinement »[2].

Trois expériences nommées  « FPT-0 » (en 1993), « FPT-1 » (en 1996) et « FPT-2 » (en 2000) ont été faites avec une barre de commande en alliage Ag-In-Cd telles qu'utilisées dans les REP de type Westinghouse (900 MWe). Elles ont permis d'étudier les effets du degré d'irradiation du combustible et de son environnement (oxydant ou réducteur) en termes de dégradation du combustible, de relâchement et transferts de radionucléides issus de la fission. 
Une quatrième expérience (essai « FPT-4 ») a été effectuée en 1999, dans le but de reproduire la dernière phase ultime d'une fusion de cœur (perte de confinement avec libération de produits de fission et de transuraniens à partir d'un mélange de débris de structure interne au réacteur, de gaines de crayons et de combustible fondus). 
Une cinquième expérience (essai « FPT-3 », en 2004) a étudié l'effet d'une barre de commande en carbure de bore (B4C), de plus en plus utilisé dans les REP récents et dans les réacteurs à eau bouillante, en termes de dégradation du combustible ainsi que sur le comportement des radionucléides issus de la fusion.

### Résultats
Ces cinq expériences ont permis de créer une base de données consultable par des ingénieurs et chercheurs du monde entier pour confronter et valider leurs logiciels de calcul. Elles ont permis d'affiner l'évaluation quantitative et qualitative des rejets en cas d’accident grave d’un réacteur, par exemple via le logiciel Astec mis au point par l'IRSN avec Gesellschaft für Anlagen-und Reaktorsicherheit mbH (GRS), ou des logiciels américains tels que Melcor (des Sandia National Laboratories) ou Maap (utilisé par EDF mais produit par la société Fauske&associates Inc).
Ces expériences ont aussi selon l'IRSN permis d'observer (via l'instrumentation) et de confirmer ou préciser les faits suivants :
- la rétention dans les circuits était « plus faible que prévu » ;
- il y avait « revaporisation de certains produits de fission » ;
- il y avait production d'hydrogène natif dans le cœur ;
- dans un réacteur muni de barres de commande en alliage d'argent, c'est le circuit primaire du réacteur qui est la source principale d’iode volatil dans l'enceinte ;
- si la barre de contrôle est en carbure de bore, le relâchement d'iode gazeux est encore plus important ;
- la cinétique de relâchement des produits de fissions est d'autant plus importante que le combustible est dégradé ;
- le taux d'iode volatil dans le réservoir simulant l’enceinte de confinement au-delà de 24 heures est surtout lié aux processus physico-chimiques dans la phase gazeuse, et donc au taux d'iode volatil provenant du circuit primaire ou formé dans l’enceinte de confinement qui dépend elle-même de l’affinité chimique de l’iode (adsorption) pour les surfaces de l'enceinte (peinture, matériau…).

### Fin de vie des installations
Le réacteur du Centre d’études de Cadarache fait l'objet d'une procédure de démantèlement par le CEA.